# Rancho Park
Rancho Park – dzielnica w zachodniej części Los Angeles. W 2008 roku szacowano liczbę mieszkańców na 4556 osób. Położona w środkowej części Westside. Jej granice wyznaczają w przybliżeniu Pico Boulevard, Overland Avenue, Northvale Road, National Boulevard i Sepulveda Boulevard. Od północnego zachodu graniczy z West Los Angeles, od wschodu z Cheviot Hills, od zachodu z Sawtelle, od południa z Palms.
Rancho Park powstała w latach 20. XX wieku jako kolonia domków typu bungalow i ranch house dla klasy średniej. Znajduje się tam także otwarte w 1949 roku pole golfowe Rancho Park Golf Course.